# Saint-Martin-d'Ordon
Saint-Martin-d'Ordon este o comună în departamentul Yonne, Franța. În 2009 avea o populație de 310 de locuitori.

## Evoluția populației
| An        | 1975 | 1982 | 1990 | 1999 | 2006 | 2009 |
| --------- | ---- | ---- | ---- | ---- | ---- | ---- |
| Populație | 289  | 237  | 252  | 297  | 285  | 310  |